# Gare de la ligne Hyvinkää-Hanko
La gare de la ligne d'Hanko à Hyvinkää (en finnois : Hyvinkään Hangon radan rautatieasema) est une gare ferroviaire située à Hyvinkää en Finlande.

## Histoire
Les locaux de la gare désaffectée sont restés pour un autre usage par les chemins de fer nationaux et abritent aujourd'hui le Musée du chemin de fer de Finlande.